# 赫维恰·克瓦拉茨赫利亚
赫维恰·克瓦拉茨赫利亚（發音：['χʷitʃʰa kʼʷara'tsʰχelia]；2001年2月12日—），格鲁吉亚职业足球运动员，为法甲俱乐部巴黎聖日耳曼和格鲁吉亚国家足球队效力，担任边锋。

## 俱乐部生涯

### 早期生涯
2017年，在从俱乐部的各级梯队中步步高升后，克瓦拉茨赫利亚升入了第比利斯迪纳摩的一线队，开始了自己的职业生涯。一年后，他加盟了鲁斯塔维。

### 莫斯科火车头
2019年2月15日，克瓦拉茨赫利亚租借加盟了俄超球队莫斯科火车头。2019年3月10日，在莫斯科火车头与马哈奇卡拉安郅的俄超比赛中，克瓦拉茨赫利亚在比赛的第86分钟替补登场，换下了法尔范，完成了俄超首秀。
2019年7月1日，莫斯科火车头官方宣布，克瓦拉茨赫利亚与球队的租借合同已经到期，将会离开球队。在俱乐部官宣这一消息后，莫斯科火车头主教练尤里·塞明表示他对于克瓦拉茨赫利亚没能以永久转会的形式留在球队非常失望。塞明还表示他认为克瓦拉茨赫利亚是一名非常出色的球员。

### 喀山红宝石
2019年7月6日，克瓦拉茨赫利亚加盟了另一支俄超球队喀山红宝石，并与球队签下了一份为期5年的合同。2019年7月15日，克瓦拉茨赫利亚完成了喀山红宝石首秀，这场俄超比赛的对手正是他的老东家莫斯科火车头。克瓦拉茨赫利亚在下半场比赛中替补出场，并打入了扳平一球，帮助他的新东家喀山红宝石1-1战平了莫斯科火车头。2019年11月30日，克瓦拉茨赫利亚在喀山红宝石1-1战平格罗兹尼艾卡马特的比赛中打入一球，帮助球队在下半场补时阶段绝平对手，这球也是他为喀山红宝石打进的第二粒进球。

### 拿坡里
2022年7月1日，意甲俱乐部拿坡里足球俱樂部確認從巴杜米戴拿模簽下克瓦拉茨赫利亚，合約有效期至2027年。

### 巴黎聖日耳曼
2025年1月17日，法甲俱樂部巴黎聖日耳曼宣佈簽下克瓦拉茨赫利亚，合約至2029年6月。他成為該俱樂部歷史上第一位格魯吉亞籍球員。
2025年4月5日，巴黎聖日耳曼以1-0擊敗昂熱，奪得第13個法甲聯賽冠軍，而克瓦拉茨克赫利亞隊成為第一個奪得法甲聯賽冠軍的格魯吉亞人。
2025年5月31日，克瓦拉茨克赫利亞在巴黎聖日耳曼5-0戰勝國際米蘭的歐洲冠軍聯賽決賽中攻入球隊的第四個進球，確保了俱樂部在歐冠聯賽中的第一個冠軍。他也成為第一個在歐足聯俱樂部比賽決賽中進球的格魯吉亞人，也是繼卡哈·卡拉澤之後第二位贏得歐洲冠軍聯賽的格魯吉亞人。

## 国家队生涯
2019年6月7日，克瓦拉茨赫利亚在格鲁吉亚与直布罗陀的2020年欧洲杯预选赛中首发出场，完成了成年国家队首秀。
2020年10月14日，在格鲁吉亚1-1战平北马其顿的欧国联比赛中，克瓦拉茨赫利亚打进一球，这球也是他为成年国家队打进的第一粒进球。
2021年3月28日，克瓦拉茨赫利亚在格鲁吉亚1-2惜败西班牙的世界杯预选赛中再次打进一球。3月31日，在同样的赛事中，克瓦拉茨赫利亚再次打进了一粒进球，帮助球队1-1战平希腊。

## 个人生活
科维查·克瓦拉茨赫利亚是前阿塞拜疆国家队队员巴德里·克瓦拉茨赫利亚的儿子。
他稱葡萄牙足球員克里斯蒂亞諾·羅納爾多為自己的童年偶像。

## 生涯数据

### 俱乐部
最後更新：2021年3月28日
| 俱乐部         | 赛季     | 联赛     | 联赛 | 联赛 | 本土杯赛 | 本土杯赛 | 欧战 | 欧战 | 其他 | 其他 | 合计 | 合计 |
| 俱乐部         | 赛季     | 联赛等级 | 出场 | 进球 | 出场     | 进球     | 出场 | 进球 | 出场 | 进球 | 出场 | 进球 |
| -------------- | -------- | -------- | ---- | ---- | -------- | -------- | ---- | ---- | ---- | ---- | ---- | ---- |
| 第比利斯迪纳摩 | 2017     | 格超     | 4    | 1    | 1        | 0        | –    | –    | –    | –    | 5    | 1    |
| 第比利斯迪纳摩 | 合计     | 合计     | 4    | 1    | 1        | 0        | 0    | 0    | 0    | 0    | 5    | 1    |
| 鲁斯塔维       | 2018     | 格超     | 18   | 3    | 0        | 0        | –    | –    | –    | –    | 18   | 3    |
| 鲁斯塔维       | 合计     | 合计     | 18   | 3    | 0        | 0        | 0    | 0    | 0    | 0    | 18   | 3    |
| 莫斯科火车头   | 2018–19  | 俄超     | 7    | 1    | 3        | 0        | –    | –    | –    | –    | 10   | 1    |
| 莫斯科火车头   | 合计     | 合计     | 7    | 1    | 3        | 0        | 0    | 0    | 0    | 0    | 10   | 1    |
| 喀山红宝石     | 2019–20  | 俄超     | 27   | 3    | 1        | 0        | –    | –    | –    | –    | 28   | 3    |
| 喀山红宝石     | 2020–21  | 俄超     | 20   | 3    | 0        | 0        | –    | –    | –    | –    | 20   | 3    |
| 喀山红宝石     | 合计     | 合计     | 47   | 6    | 1        | 0        | 0    | 0    | 0    | 0    | 48   | 6    |
| 生涯合计       | 生涯合计 | 生涯合计 | 76   | 11   | 6        | 0        | 0    | 0    | 0    | 0    | 82   | 11   |

### 国家队
最後更新：2025年3月23日
| 国家队   | 年份 | 出场 | 进球 |
| -------- | ---- | ---- | ---- |
| 格鲁吉亚 |      |      |      |
| 2019     | 1    | 0    |      |
| 2020     | 4    | 1    |      |
| 2021     | 7    | 4    |      |
| 2022     | 7    | 5    |      |
| 2023     | 9    | 5    |      |
| 2024     | 12   | 2    |      |
| 2025     | 1    | 1    |      |
| 合计     | 合计 | 41   | 18   |

#### 国家队进球
最後更新：2021年3月28日；先列出的数字为格鲁吉亚的比分。比分栏列出克瓦拉茨赫利亚进球后的比分，结果栏显示格鲁吉亚的全场比分。
| # | 日期           | 地点                                | 已出场次数 | 对手     | 比分 | 结果 | 赛事                     |
| - | -------------- | ----------------------------------- | ---------- | -------- | ---- | ---- | ------------------------ |
| 1 | 2020年10月14日 | 北馬其頓斯科普里，菲利普二世体育场  | 5          | 北馬其頓 | 1–0  | 1–1  | 2020–21赛季欧国联（C级） |
| 2 | 2021年3月28日  | 第比利斯，鲍里斯·派恰泽迪纳摩体育场 | 7          | 西班牙   | 1–0  | 1–2  | 2022年世界杯预选赛       |
| 3 | 2021年3月31日  | 希腊塞萨洛尼基，图姆帕体育场        | 8          | 希腊     | 1–1  | 1–1  | 2022年世界杯预选赛       |

## 荣誉
莫斯科火车头
- 俄罗斯杯冠军：2018–19（英语：2018–19 FC Lokomotiv Moscow season）[18]

拿坡里
- 義大利足球甲级联赛冠军：2022–23[19]、2024–25[20]

 巴黎圣日耳曼
- 法國甲組足球聯賽冠军：2024–25[21]
- 法國盃冠軍：2024–25[22]
- 欧洲冠军联赛冠軍：2024-25[23]

个人
- 俄超最佳年轻球员：2019–20年度（英语：2019–20 Russian Premier League）、2020–21年度（英语：2020–21 Russian Premier League）
- 格鲁吉亚年度年度足球先生（英语：Georgian Footballer of the Year）：2020年、2021年、2022、2023年
- 義大利足球甲级联赛最有價值球員：2022–23

### 喬治亞勋章奖章
- 喬治亞榮譽勳章（英语：Honor Medal）（2024年授予）[24]